# Східно-Казахстанський мідно-хімічний комбінат
Східно-Казахстанський мідно-хімічний комбінат, АТ — гірничорудне підприємство з видобутку і збагачення руд в Казахстані. Основний промисловий центр — Усть-Талівка. 

## Історія
Побудовано на базі відкритого в 1749 і розвіданого в 1938 — 1956 роках Миколаївського колчеданового поліметалічного родовища. Також до розробки були залучені Шемонаїхінське та Камишинське родовища.
Перша черга гірничо-збагачувального комплексу введена в експлуатацію в 1980 році.
Існував план передати комбінат в управління фірмі “SAMSUNG”. Втім, у підсумку його активи опинились під контролем корпорації "Казахмис".

## Характеристика Миколаївського родовища
Рудний поклад Миколаївського родовища залягає на глиб. 35 — 450 м.  
За генетичними ознаками і технологічними властивостями руди діляться на три сорти: метаколоїдні (важкозбагачувані) — 50-55%, кристалічні (легкозбагачувані) — 35-40% і перехідні — 10-15%. Головні рудні мінерали — пірит, марказит, мельниковіт, халькопірит, сфалерит, вюртцит, в невеликій кількості присутні ґаленіт, арсенопірит, піротин та інші.  
Основні компоненти руд — мідь, цинк і сірка у співвідношенні 1:1,5:14.  
Руди схильні до самозаймання. 

## Технологія розробки
Перша черга включала кар'єри та Миколаївську збагачувальну фабрику. На збагачувальній фабриці використали технології самоподрібнення руд в млинах і флотаційного збагачення (колективна і селективна флотація), а також купчасте вилуговування  забалансних руд. 
Проектна глибина розробки Миколаївського кар'єру 445 м, Камишинського 130 м,  Шемонаїхинського 270 м. Наразі на місці Камишинського кар'єру працює Артем'євський рудник.